# Schweres Gepäck
Als schweres Gepäck wird im normalen Sprachgebrauch eine große Last bezeichnet. Das kann physikalisch oder psychologisch gemeint sein.

## Sprache
Der Begriff wird (teilweise scherzhaft) für privates Reisegepäck verwendet, wenn es den üblichen Umfang deutlich übersteigt. Im übertragenen Sinn für Probleme aller Art im täglichen Leben.

## Militär
Beim Militär ist es jenes Gepäck, das über die im normalen Außendienst übliche Adjustierung (Sturmgewehr und leichten Rucksack) hinausgeht.
Je nach Truppenkörper gehört dazu vor allem:
- großer Rucksack (früher Tornister) mit Spezialausrüstungen
- Proviant, Überlebenspaket
- Spaten
- Tarnanzug und/oder Reservekleidung
- Gerät zum Zelten

Das zu tragende Gewicht beträgt je nach Aufgabenbereich etwa 20 kg oder mehr. Es wird neben dem jeweiligen Einsatz auch zu Trainings- oder Übungszwecken mitgeführt, insbesondere bei Feldlagern, Trainingsmärschen oder militärischen Nachtübungen.